# Dozor-B
Le Dozor-B est un véhicule blindé 4x4 ukrainien prévu pour transporter le personnel et le matériel conçu par Bureau de conception de Morozov. Le Dozor-B peut être employé par les unités spéciales des forces armées (les forces de réaction rapides et la police militaire) pour effectuer la reconnaissance, la patrouille et les opérations de maintien de la paix. Il peut être aussi employé comme véhicule principal de transport dans des conditions de combat y compris en ambiance NBC. Il a été mis en service en 2005.

## Configuration
Le véhicule est divisé en deux compartiments principaux : compartiment moteur et compartiment équipage. Il est fabriqué par Usine Malichev.
Le compartiment moteur occupe les parties avant et centrale de la caisse et est séparé du compartiment équipage par une cloison étanche. Le compartiment comporte le moteur, la transmission, le système pneumatique, le système de freinage et des composants du système air climatisé et du système de chauffage.
Le compartiment équipage occupe les parties centrale et arrière de la caisse et est divisé en trois zones, une de pilotage, une de combat et une occupée par les troupes. Le compartiment de pilotage est situé dans la partie avant du compartiment équipage et comporte le poste pilote et le poste chef équipé des systèmes de communication et de navigation. Le compartiment de combat est situé dans la partie centrale du compartiment équipage et comporte le poste tireur équipé des dispositifs de commande de la mitrailleuse. Le compartiment de troupes est situé dans la partie arrière du compartiment équipage et comporte des sièges des troupes, des épiscopes d'observation et des embrasures qui permettent aux troupes d'effectuer l'observation et de faire feu avec des armes de petit calibre. Le compartiment équipage contient une unité de filtrage et de ventilation et des composants principaux des systèmes de ventilation, de chauffage et d'air climatisé.

## Protection

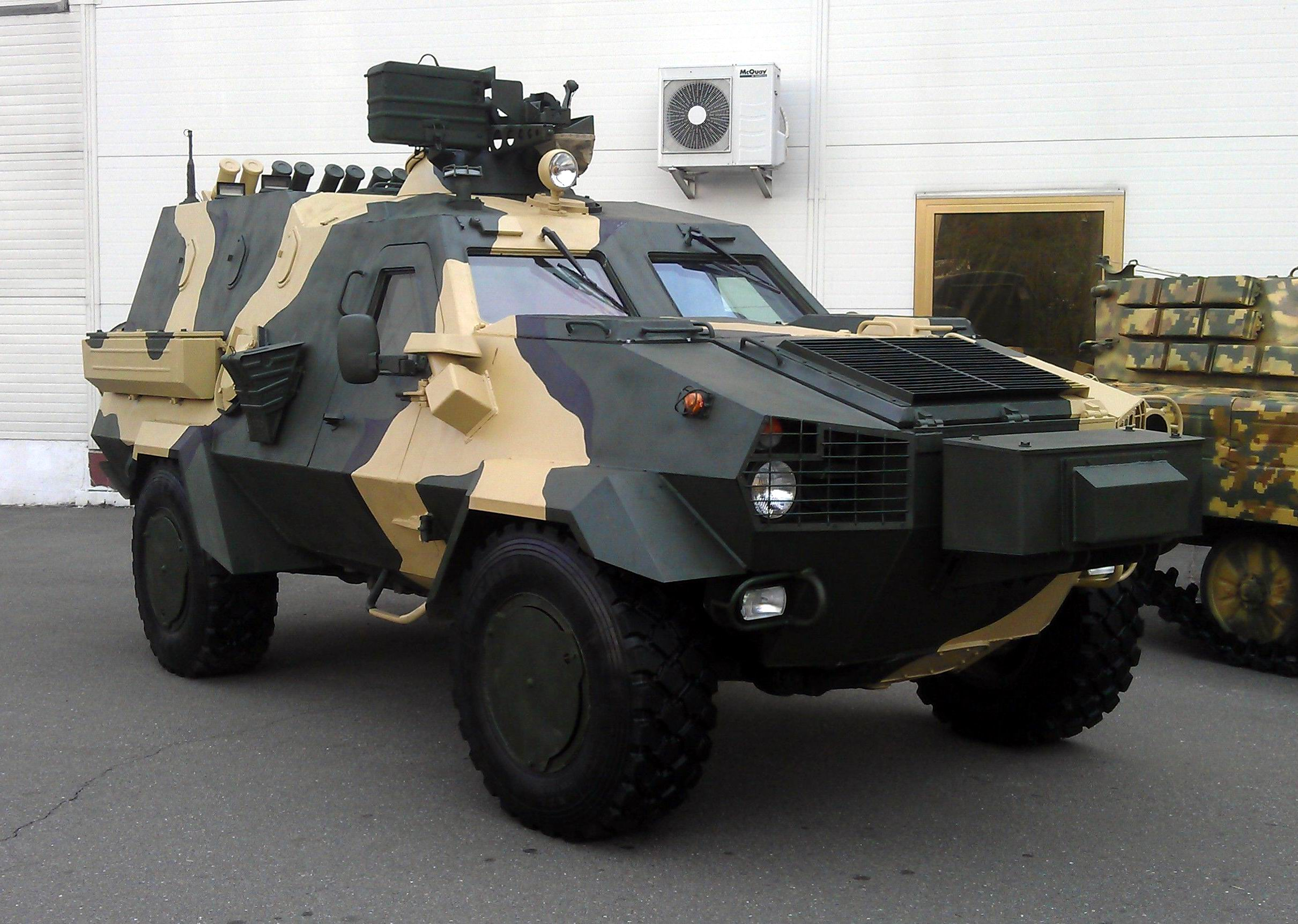
Dozor-B.

La caisse blindée du véhicule de transport de troupes assure la protection de l'équipage, des troupes et de l'équipement interne contre le feu d'armes de petit calibre, les mines antichars et les effets des armes de destruction massive. La caisse est faite de blindage et assure la protection contre des balles perforantes de calibre 7,62 mm. Le fond du véhicule est fait d'acier d'armure dans une forme cylindrique et assure la protection contre des mines. Le verre blindé installé sur le véhicule assure une protection identique à celle du blindage principal du véhicule. La conception de la caisse permet d'ajouter une protection additionnelle sous forme de composants démontables qui assurent la protection contre des balles de plus gros calibres et des mines plus puissantes.
Le compartiment d'équipage est équipé d'une unité ventilation assurant :
- l'épuration de l'air entrant en protégeant l'équipage des agents toxiques, des poussières radioactives et des aérosols de guerre biologique ;
- la surpression dans ce compartiment ;
- l'évacuation des gaz de poudre.

## Armement
L'armement principal est une mitrailleuse antiaérienne télécommandée de 12,7 mm qui peut être élevée dans une gamme d'angles allant de -3° à +68° et orientée sur 360°. Elle est équipée d'un viseur périscopique monoculaire optique PZU-7 qui a un rapport optique de 1,2 et un champ de vision de 50°. 

## Moyens d'observation et de visée
Le terrain environnant peut être observé par les fenêtres en verre blindé et par les épiscopes d'observation jour. Le pilote peut également utiliser l'épiscope d'observation nuit TVN-5 afin de conduire le véhicule dans des conditions de mauvaise visibilité ou pendant la nuit. 

## Moteur
Le véhicule peut être équipé du moteur IVECO 8142.38.11 ou du moteur Deutz BF 4M 1013 FC, tous deux de type Diesel à quatre cylindres.
Un nouveau moteur 6 cylindres turbo-diesel de 197 HP peut être installé sur demande.

## Transmission
La transmission est mécanique et comporte une boîte de vitesses, une boîte de transfert, des réducteurs de roue, des transmissions principales avant et arrière et un axe de cardan.

## Systèmes de communication et de navigation
Pour des communications externes, le véhicule est équipé d'un poste radio ondes ultra-courtes R-173M et d'un récepteur R-173PM ; pour des communications internes, d'un interphone de l'équipage AVSK-1. L'équipement de radionavigation du véhicule est prévu pour déterminer les coordonnées du véhicule et le vecteur de la vitesse de déplacement du véhicule en employant les signaux des systèmes GPS NAVSTAR et GLONASS à un point quelconque du globe, indépendamment des conditions atmosphériques.

## Confort de l'équipage
Le véhicule est équipé d'un système de ventilation, d'un système de chauffage et d'un système air climatisé.
Le système de ventilation est prévu pour fournir de l'air frais dans le compartiment de l’équipage et pour évacuer les émanations de gaz quand les soldats se servent de leurs armes à l’intérieur de l’habitacle ainsi que lorsque les unités de filtrage et de ventilation sont coupées.
Le système de chauffage de type liquide fournit un peu de confort a l'équipage par temps froid via le chauffage de l'air dans le compartiment équipage.
Le système d'air climatisé fournit le confort pour l'équipage par temps chaud via le refroidissement ou la ventilation de l'air dans le véhicule. Le système assure ce qui suit :
- refroidissement de l'air à température ambiante, entre 20 et 55 °C ;
- ventilation d'air sans refroidissement ou chauffage.

## Versions du Dozor-B
Différentes versions du Dozor-B sont proposées :
- véhicule blindé de transport de troupes ;
- véhicule blindé ;
- véhicule de reconnaissance NBC ;
- véhicule de commande ;
- ambulance ;
- véhicule de reconnaissance ;
- véhicule d'usage universel.

## Utilisateurs

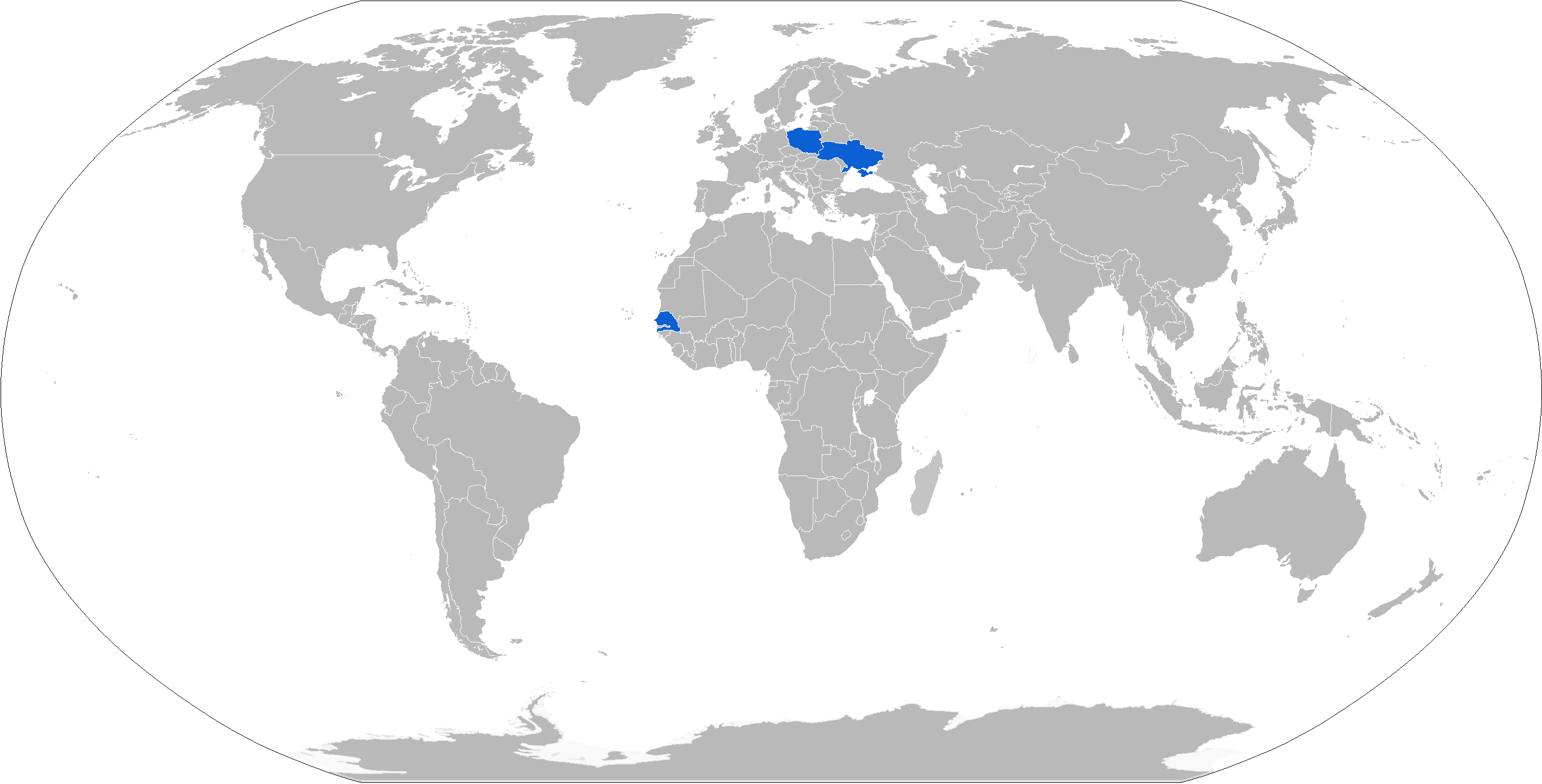
Les utilisateurs de Dozor-B en bleu.

- Pologne - Un prototype a été vendu en 2014[1].
- Sénégal - Une dizaine de Oncilla ont été aperçus lors du défilé militaire du 4 avril 2017[2].
- Ukraine - Le gouvernement commande plus de 200 unités en juin 2014[3].